# Przygody Puka
Przygody Puka – polski pełnometrażowy film animowany Jana Jarosza z 1932 r. Premiera filmu miała miejsce we Lwowie.
Produkcja nie zachowała się.

## Fabuła
Film przedstawia ucieczkę Puka (bohatera Snu nocy letniej Szekspira) przed lwem. Pogoń prowadzi bohaterów pod ziemię, na księżyc i na morze.

## Twórca
Twórcą filmu był Jan Jarosz, pochodzący ze Lwowa malarz i karykaturzysta, który zalicza się do grona pionierów polskiego filmu animowanego.
Muzyka do filmu została przytowana przez zespół żydowskiego muzyka, Leopolda Striksa.

## Miejsce w historii polskiej animacji
Przygody Puka należą do najstarszych polskich animacji fabularnych (obok Zemsty kinooperatora i Pięknej Lukanidy Władysława Starewicza oraz Flirtu krzesełek Feliksa Kuczkowskiego).